# Cuestión de Chipre
La cuestión de Chipre (u otras denominaciones, como conflicto de Chipre, partición de Chipre, división de Chipre, disputa del territorio de Chipre o guerra civil de Chipre) es un conflicto étnico iniciado a mediados del siglo XX y aún no resuelto que afecta al territorio y la población de esa isla, con la intervención otros Estados como Grecia, Turquía y el Reino Unido, además de las Naciones Unidas.
Los principales actores son las comunidades grecochipriota y turcochipriota, que se encuentran nombradas en el artículo 2 de la Constitución de la República de Chipre de 1960, promulgada después de la independencia de la isla:

- Inciso 1. La comunidad griega comprende a todos los ciudadanos de la República que son de origen griego y cuya lengua materna es el griego o que comparten las tradiciones culturales griegas o que son miembros de la Iglesia Ortodoxa Griega.
- Inciso 2. La comunidad turca comprende a todos los ciudadanos de la República que son de origen turco y cuya lengua materna es el turco, que comparten las tradiciones culturales turcas o que son musulmanes.

Las hostilidades abiertas que se iniciaron en la década de 1950 culminaron en 1974 con la división de facto de la isla a lo largo de la Línea Verde tras la invasión turca de Chipre. La región ha sido relativamente pacífica desde entonces, pero la disputa ha continuado mientras que varios intentos de resolverla diplomáticamente han fracasado en general.

## Antecedentes
La posición geográfica de la isla de Chipre la condicionó durante toda su historia. Ubicada al este del mar Mediterráneo, cerca de las costas meridionales de la península de Anatolia (Turquía) y de la costa de Siria, hizo que, hasta la Edad Media, Chipre fuera dominada por numerosos pueblos.  En el primer milenio, fue dominada por los romanos, los bizantinos y los árabes. Luego, los cruzados la conquistaron en 1192. Fue posesión de los venecianos desde 1489 hasta 1570.
En 1570 Chipre cayó bajo el poder del Imperio Otomano hasta el año 1878 tras las guerras entre Turquía y Rusia. Para evitar que la segunda dominara la isla, Turquía, manteniendo la soberanía formal sobre Chipre, hizo una propuesta al Reino Unido para tener el control y administrar la isla, y así quedó legalmente establecido en el Congreso de Berlín en 1878.(Cambiar LINK).

## Dominación británica de la isla de Chipre

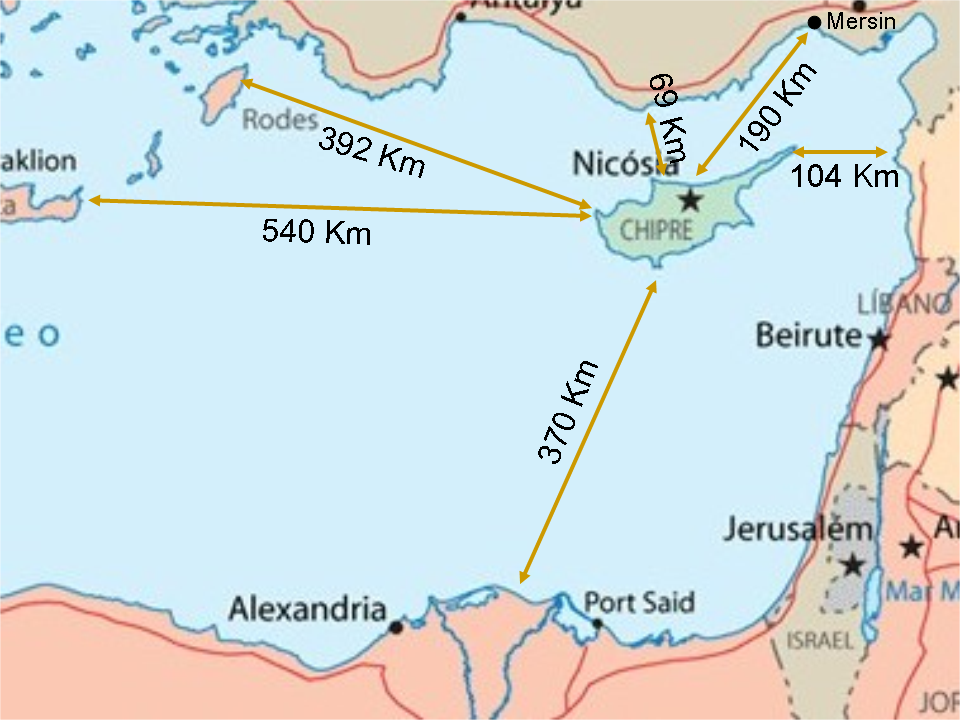
Ubicación relativa de Chipre

### Paso a la soberanía británica
Los avatares históricos generaron que la isla entrase en el siglo XX con una población de dos comunidades rivales: la grecochipriota, mayoritaria, grecoparlante y de religión ortodoxa griega, y la turcochipriota, turcoparlante y de religión musulmana. A ellos se le suma una pequeña comunidad armenia.
En 1914, después de que el Imperio otomano ingresó en la Primera Guerra Mundial del lado de las Potencias Centrales, el Reino Unido se anexó la isla. Inmediatamente, Gran Bretaña ofreció la isla al rey Constantino I de Grecia con la condición de que Grecia se uniera a la guerra del lado británico. Aunque apoyó la oferta el primer ministro griego, Eleftherios Venizelos, el rey la desestimó, pues deseaba mantener a Grecia fuera de la guerra.
Después de la creación de la República de Turquía en 1923, el nuevo gobierno reconoció formalmente la soberanía británica sobre Chipre. Los grecochipriotas creyeron que era su derecho histórico y natural unir la isla con Grecia (Enosis), tal como habían hecho muchas islas de los mares Egeo y Jónico tras el colapso del Imperio Otomano.

### Movimientos nacionalistas: Enosis y Taksim

#### Enosis
Enosis, del griego "unión", es un movimiento en varias comunidades griegas de fuera de Grecia que buscan su incorporación al estado Griego. 
El sentimiento de unidad está fundada en la Gran Idea, expresión del sentimiento nacional tras el nacionalismo griego en los siglos XIX y XX. Inventó el término en 1844 Ioannis Kolettis, primer ministro del rey Otón. La Gran Idea dominó toda la política exterior y, por consiguiente, la política interior de Grecia: de la guerra de independencia de los años 1820 al problema chipriota de los años 1970 pasando por las guerras balcánicas de principios del siglo XX. El principal adversario de Grecia en su realización de la Gran Idea fue el Imperio otomano y, posteriormente, Turquía.
En Chipre, los incidentes se tornaron en violencia intercomunal a partir de la década de 1950 con la lucha de la independencia.

#### Taksim

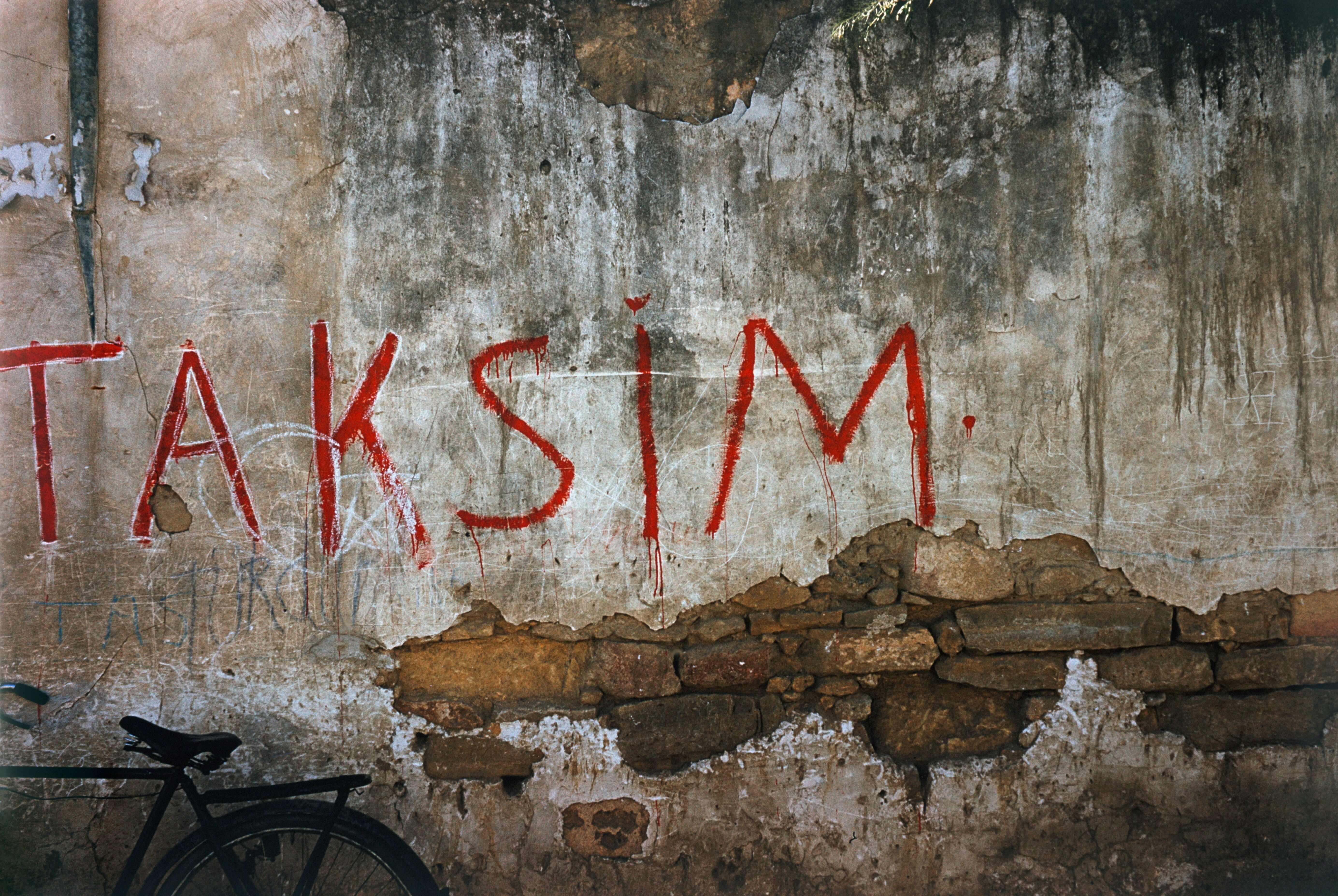
Grafiti en favor del Taksim en Nicosia de finales de la década de 1950.

Turquía promovió activamente la idea que en la isla de Chipre había dos comunidades distintas, eludido su previa afirmación que "el pueblo de Chipre eran todos de sujetos de Turquía”.Al hacerlo, la intención de Turquía de alcanzar la autodeterminación de dos comunidades iguales, condujo a la partición de jure de la isla. Eso podría justificarse por la comunidad internacional contra la voluntad de la mayoría de la población grecochipriota de la isla. El Dr. Fazil Küçük, en 1954. ya había propuesto que Chipre se divida en dos sobre el paralelo 35°.
Uno de los efectos de la campaña de violencia llevada a cabo por la comunidad grecochipriota fue que la posición turca pasó de exigir la reincorporación total a Turquía a una demanda de Taksim (del turco "partición").

## Incidentes intercomunales y lucha por la independencia.

### Tensiones previas a la lucha armada
Aunque los movimientos en favor de la unión con Grecia no fueron un serio problema para la potencia colonial hasta la campaña de la EOKA en la década de 1950, las raíces deben ser buscadas en periodos anteriores, hacia el inicio de la Guerra de la Independencia de Grecia en julio de 1821, cuando el arzobispo de Chipre, su archidiácono y tres obispos fueron ahorcados por autoridades otomanas y ocurrieron otras atrocidades.
En 1828, el primer jefe de Estado de la Grecia independiente, Ioannis Kapodistrias, proclamó la unión de Chipre con Grecia. Incidentes menores tuvieron lugar entonces. Cuando el general Garnet Wolseley desembarcó en 1878 para establecer el control británico, fue recibido por el arzobispo Kition con la solicitud de que Chipre fuera entregado a Grecia. Desde entonces, la idea de la anexión permaneció de forma larvada pero constante.
Ya en mayo de 1912 se produjeron enfrentamientos intercomunales en la ciudad de Limassol, con cinco muertos y un centenar de heridos.
El 21 de octubre de 1931 se iniciaron una serie de incidentes contra el dominio colonial británico originados provocados por el incremento de los impuestos. La revuelta fue encabezada por grecochipriotas que defendían la Enosis (Unión) de la isla con Grecia. Una vez aplacada, se inició un período de dominio británico autocrático que duraría hasta el comienzo de la Segunda Guerra Mundial.Los hechos motivaron la suspensión de las cámaras legislativas de la colonia y la prohibición de los partidos políticos.
Las revueltas se sucedieron aún más al final de la Segunda Guerra Mundial, por diversas causas, como la entrega de varias islas italianas a Grecia. El resurgimiento del movimiento pro-Enosis significó que, en el año 1948, los británicos propusieron reformas constitucionales que dieron a Chipre un régimen autónomo.

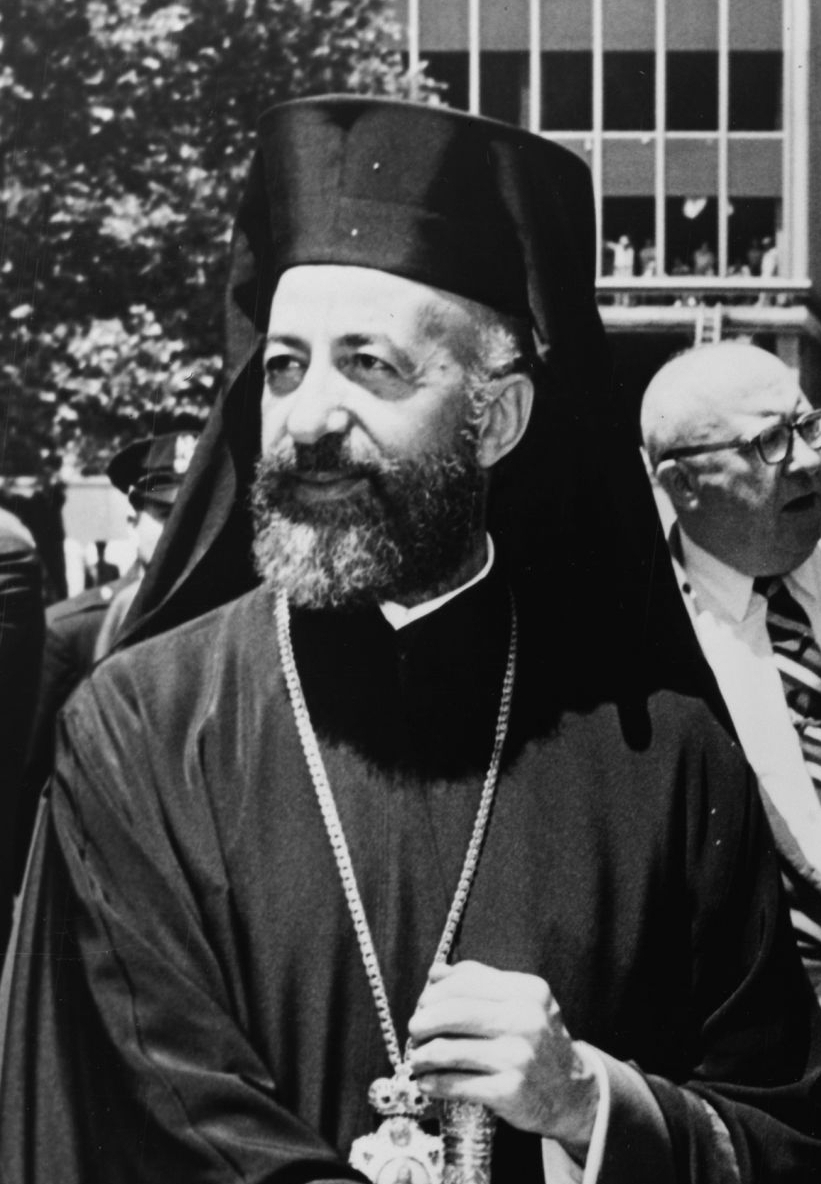
Makarios III

Entre el 15 y el 22 de enero de 1950, la Iglesia Ortodoxa Chipriota organizó un referéndum no oficial sobre la Enosis con Grecia. Solo la comunidad griega votó.El 96% lo hizo en favor de la unión (Enosis). 
Mijail Kristodulos Muskos (Makarios III), fue elegido el 18 de septiembre de 1950 como Arzobispo de Chipre. Makarios pasó a ser, al mismo tiempo, líder político, patriótico y religioso de la comunidad grecochipriota. Fue él quien lideró la campaña por la Enosis desde 1948, momento en el que organizó el apoyo a la unión con Grecia a través de la Iglesia Ortodoxa Chipriota.
En agosto de 1954, el representante de Grecia (país que anteriormente había evitado involucrarse en Chipre debido a su alianza con Gran Bretaña) en las Naciones Unidas solicitó formalmente que se incluyera la autodeterminación del pueblo de Chipre en la agenda del próximo período de sesiones de la Asamblea General. Esa petición fue apoyada por Makarios. La posición británica siguió siendo la de que el tema era una cuestión interna. Turquía rechazó la idea de la unión de Chipre. La comunidad turcochipriota se había opuesto consistentemente al movimiento de Enosis grecochipriota, pero en general se había abstenido de tomar medidas directas porque bajo el dominio británico el estatus de minoría turca y la identidad estaban protegidas. La actitud expresada por la minoría turcochipriota fue que, en caso de una retirada británica, el control de la isla debería simplemente pasar a manos de Turquía, que la había gobernado durante varios cientos de años antes de cederla a los británicos y de la posterior anexión británica en 1914. La identificación turcochipriota con Turquía se había fortalecido.
La Asamblea General adoptó una resolución el 17 de diciembre que establecía que  “por el momento no se considera aconsejable tomar una decisión sobre la cuestión de Chipre”. La reacción al revés en la ONU fue inmediata y violenta. Los líderes grecochipriotas convocaron una huelga general y los escolares abandonaron sus aulas para manifestarse en las calles. A estos acontecimientos siguieron los peores disturbios desde 1931.
A finales del verano y otoño de 1954, el problema de Chipre se intensificó. El gobierno colonial amenazó a los defensores de la Enosis con hasta cinco años de prisión y advirtió que las leyes antisedición se aplicarían estrictamente. El arzobispo desafió la ley, pero no se tomó ninguna medida en contra.

### Campaña de la EOKA

#### Arribo de Georgios Grivas

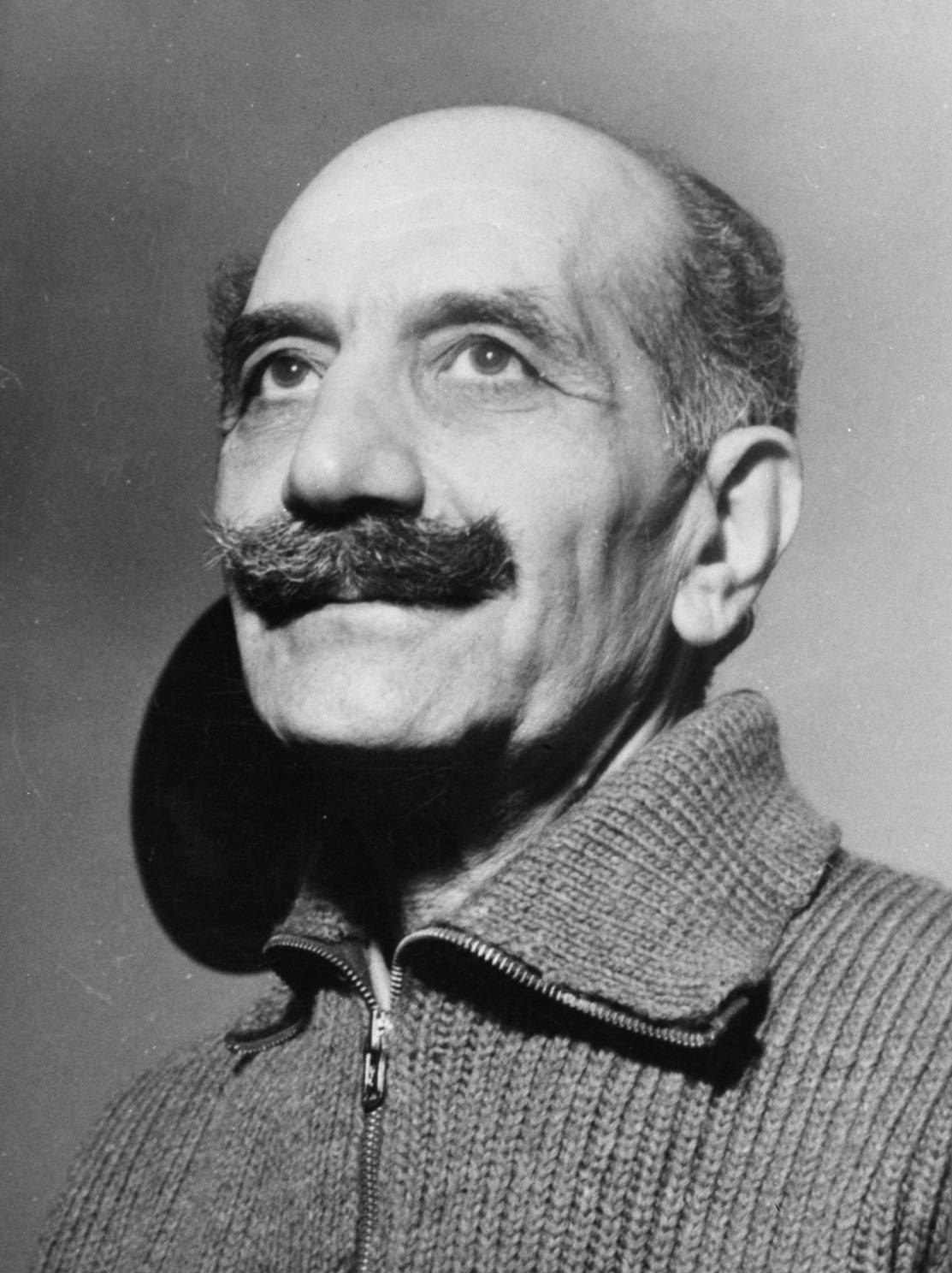
Georgios Grivas

El 10 de noviembre de 1954, el Coronel Georgios Grivas, del Ejército Griego pero nacido en Chipre, llegó a la isla para encabezar la insurgencia contra el gobierno colonial británico.
Su plan de acción insurreccional en la isla definía:
- Llamar la atención de la opinión pública internacional, especialmente entre los aliados de Grecia.
- Acosar continuamente a los británicos en Chipre hasta que la diplomacia internacional ejercida a través de las Naciones Unidas y los británicos en particular, estén obligados a examinar el problema de Chipre y alcanzar una solución rápida de acuerdo con las aspiraciones del pueblo chipriota y de toda la nación griega. Tal aspiración incluía la Enosis.
- Obtener una victoria moral a través de un proceso de desgaste, acosando, confundiendo y finalmente exasperando a las fuerzas británicas para alcanzar tales objetivos.[16]

Para alcanzar los objetivos, Grivas previó
..la etapa preparatoria [de la lucha guerrillera] pasó por dos fases. El primero consistió en dos reconocimientos personales que hice en Chipre. Sobre esta base se elaboró el Plan General, se estudiaron los métodos a emplear durante la lucha, se formaron las primeras unidades de combate y se tomaron medidas para recibir las armas enviadas desde Grecia. A mi regreso a Grecia dediqué todos mis esfuerzos a reunir estos suministros. Esta fase duró desde junio de 1951 hasta noviembre de 1954.
La segunda fase comenzó con mi llegada a Chipre, que se desarrolló en el mayor secreto. Se dedicó a organizar y entrenar las primeras unidades de combate, a la selección y reconocimiento de los primeros objetivos y a la elaboración de los planes de ataque contra estos objetivos. Esta fase abarcó el período comprendido entre noviembre de 1954 y el 1 de abril de 1955, fecha que marcó el inicio de la lucha.

#### Ofensiva de la EOKA y reacción británica (1955)

Bandera de la Organización Nacional de Combatientes Chipriotas (EOKA).

A inicios de 1955, comenzó la guerra de la independencia de los británicos que fue derivando en un enfrentamiento intercomunal. La Organización Nacional de Combatientes Chipriotas (EOKA), establecida formalmente el 13 de enero de 1955 bajo el liderazgo de Grivas, comenzó la lucha el 1 de abril de ese año.  La campaña se lanzó con una serie de ataques con bombas contra oficinas gubernamentales en la capital Nicosia. Nadie murió en los ataques iniciales. En junio, continuó con una serie de asesinatos principalmente hacia miembros de las fuerzas de seguridad y colaboradores grecochipriotas y con ataques a estaciones policiales.

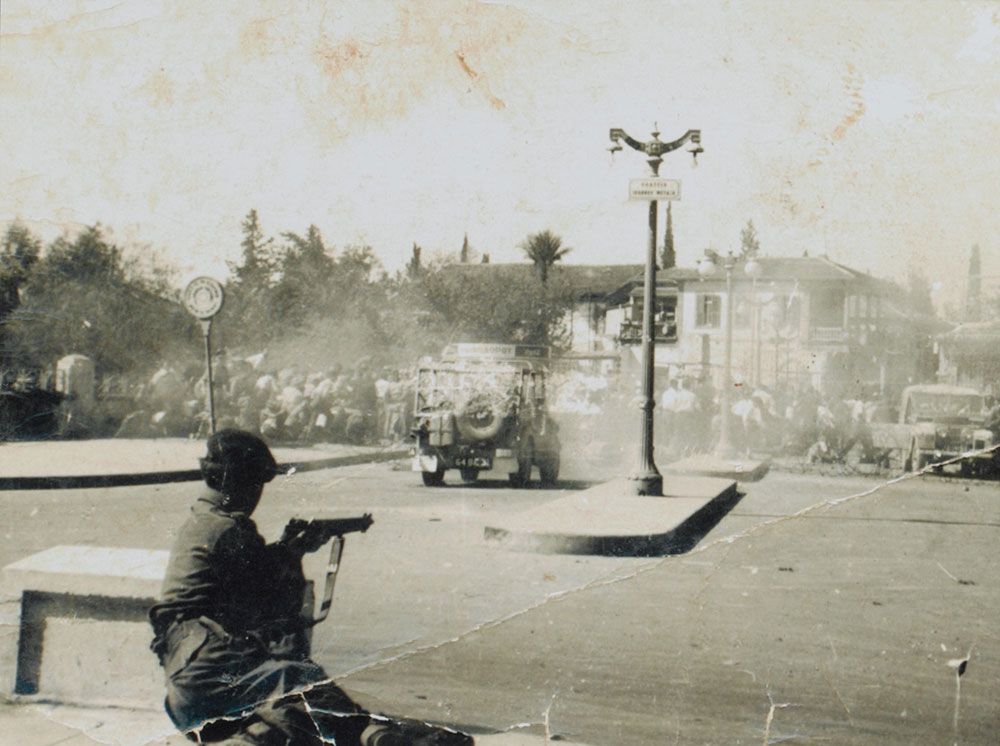
Soldados británicos luchando contra una revuelta callejero organizada por la EOKA en Nicosia, 1956.

En noviembre, el gobernador británico declaró el estado de emergencia, prohibió las reuniones públicas, introdujo la pena de muerte por portar armas y declaró ilegales las huelgas. Las tropas británicas fueron puestas en pie de guerra y fueron reforzadas con contingentes provenientes de Egipto y 300 policías británicos para reemplazar a los simpatizantes de la EOKA expulsados de la fuerza local. Las operaciones principales se desarrollaron en las montañas de Troodos. 
La situación parecía deteriorarse y ponerse fuera de control por lo que las autoridades británicas intentaron salvaguardar su posición mediante maniobras diplomáticas y una ofensiva contrainsurgente. Para lo segundo, desarrolló un fuerte aumento del reclutamiento de turcochipriotas. A principios de 1956, habían llegado a dominar la fuerza policial, que ascendía a 4.000 miembros frente a menos de 1.000 grecochipriotas. De esa manera, los turcochipriotas estuvieron en primera línea contra la EOKA. Inevitablemente, el uso de policías de esa comunidad contra los grecochipriotas exacerbó las relaciones entre ambos.

Aril Hasan Tahsin, un turcochipriota que se unió a la policía colonial, miembro del TMT que luego ascendió como el número dos en la jerarquía de los turcochipriotas, en su libro señala:
Es un hecho que los turcos lucharon contra los grecochipriotas no sólo porque querían Enosis. La EOKA apuntaría a las autoridades coloniales, incluida la policía. Tanto la policía británica como la turca morirían en el intercambio de disparos. La eventual muerte de policías turcochipriotas provocó disturbios antigriegos por parte de la comunidad turca, mientras que las autoridades británicas permanecieron pasivas. Las tiendas y los barrios griegos serían quemados y los civiles griegos resultarían heridos o asesinados. Estos acontecimientos crearon caos y separaron a las comunidades tanto en Chipre como en Turquía.
En lo diplomático, inmediatamente después de que empezara la campaña de la EOKA, el gobierno británico comenzó con éxito a convertir la cuestión de Chipre de un problema colonial a una cuestión greco-turca. La diplomacia británica ejerció una influencia tras bambalinas sobre el gobierno turco de Adnan Menderes, con el objetivo de que ese país estuviera activo en Chipre. El intento tenía un doble objetivo. Por un lado, la campaña de la EOKA sería silenciada lo más rápido posible; por otro, los turcochipriotas no se pondrían del lado de los grecochipriotas contra las reclamaciones coloniales británicas sobre la isla y la isla permanecería bajo control británico.
La Conferencia Tripartita de 1955 se convocó en Londres en agosto por invitación de la potencia colonial. Representantes de los gobiernos griego y turco se reunieron con autoridades británicas para discutir sobre Chipre, un alejamiento radical de la política británica tradicional. Hasta aquí, los británicos habían considerado las cuestiones internas coloniales como asuntos internos que no debían discutirse con extranjeros. Grecia aceptó la invitación con cierta vacilación porque no se había invitado a ningún chipriota, pero decidió asistir de mala gana. Los turcos también aceptaron. La reunión se disolvió en septiembre sin haber logrado nada. Los griegos estaban descontentos porque no se ofrecía la Enosis; los turcos porque ésta no estaba prohibida.
El 9 de marzo de 1956, el Arzobispo Makarios III, líder de la Iglesia Ortodoxa Chipriota, fue exiliado a las islas Seychelles. Si bien se le permitió salir de las islas en abril sin poder volver a Chipre, la situación provocó el paso del liderazgo político a Grivas.
Las montañas de Troodos facilitaban las operaciones de guerrilla. Entre el 7 y el 23 de junio de 1956, los británicos desarrollaron la operación Lucky Alphonse, inicialmente de cerco y luego ofensiva. Su resultado fue la muerte de 25 soldados (muchos de ellos quemados por los incendios del bosque) y la captura de 17 miembros de la EOKA.
En enero de 1957, Grivas cambió su política cuando sus fuerzas en las montañas estuvieron más presionadas por las británicas. Con el fin de desviar la atención, miembros de la EOKA empezaron a apuntar intencionalmente a policías turcochipriotas en las ciudades. Estos se levantaron contra los grecochipriotas por lo que las fuerzas de seguridad tendrían que ser desviadas a las ciudades para restablecer el orden. El asesinato de un policía turcochipriota el 19 de enero por medio de una bomba y la herida de otros tres, provocó tres días violencia intercomunal en Nicosia. Las dos comunidades se atacaron mutuamente en represalia. Al menos un grecochipriota fue muerto y el ejército fue desplegado en las calles.
Los eventos crearon caos y condujeron a la división intercomunal.  Una organización política clandestina, conocida como Volkan (volcán) y activa desde 1955,  derivó en 1957 en la Organización de Resistencia Turca (Turk Mukavemet Te§kilati - TMT), grupo guerrillero que luchó por los intereses turcochipriotas, brindando seguridad, promoviendo la partición y anexión de Chipre a Turquía. 
El 31 de marzo de 1957, la EOKA declaró un alto al fuego unilateral que duró hasta el 3 de marzo del año siguiente. 

En octubre, el nuevo gobernador sugirió entre cinco y siete años de autogobierno antes de cualquier decisión final. Su plan rechazaba tanto la Enosis como la Taksim. Como respuesta, los turcochipriotas se manifestaron contra el gobierno colonial británico en Nicosia del 27 al 29 de enero de 1958. Siete turcochipriotas murieron en los enfrentamientos con soldados británicos. Los signos de insatisfacción con los británicos aumentaron en ambos lados.

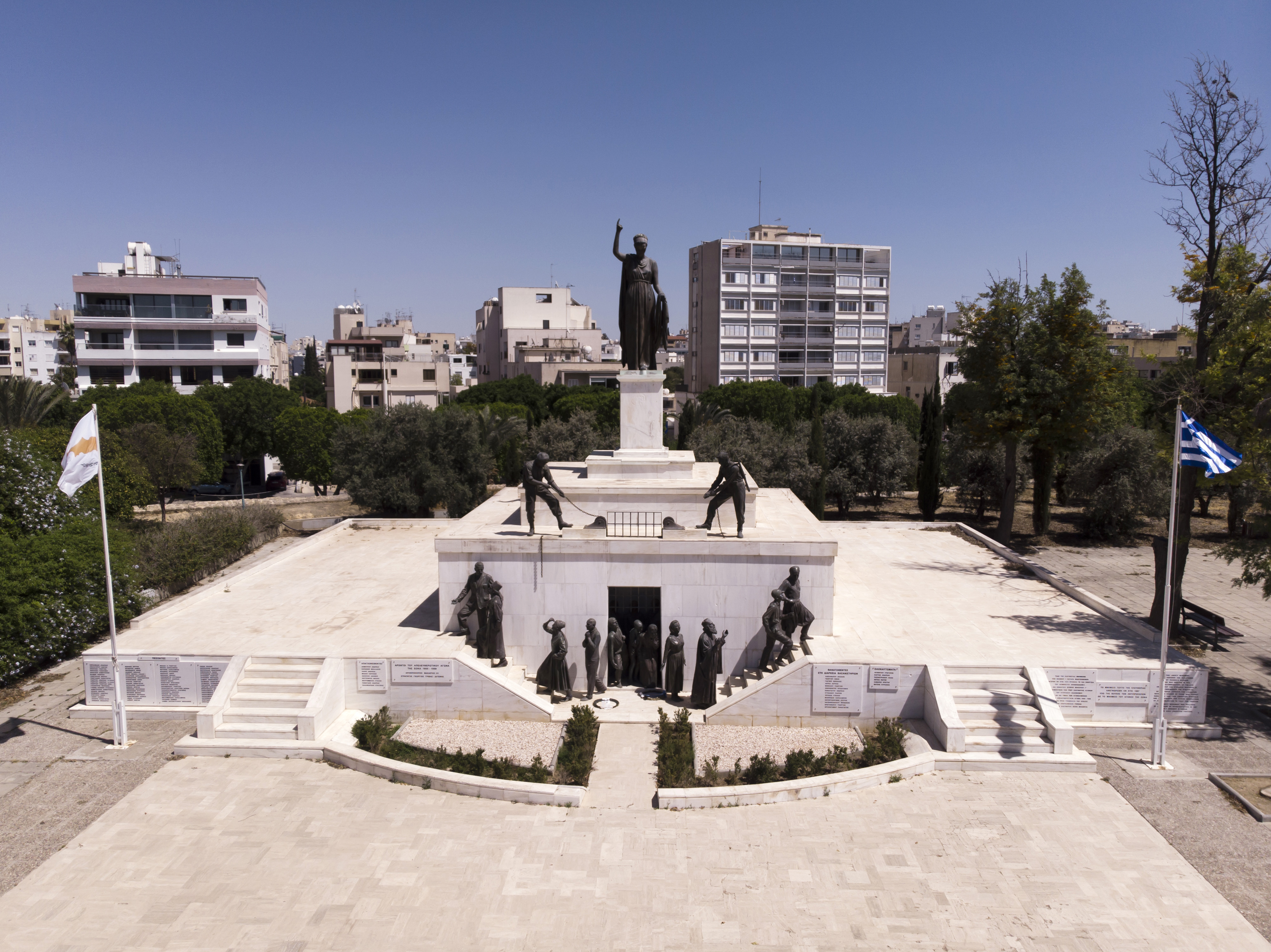
El Monumento a la Libertad - Nicosia

En junio de 1958 se esperaba que el primer ministro británico, Harold Macmillan, propusiera un plan para resolver la cuestión de Chipre. A la luz del nuevo desarrollo, los turcos crearon feroces disturbios en Nicosia con el objetivo de promover la idea de que los griegos y los turcos no podían vivir juntos y, por lo tanto, cualquier plan que promoviera eso no sería viable. En cambio, la partición sería la única solución viable. Esta violencia, que pronto fue seguida por bombas, muertes de grecochipriotas y saqueos de tiendas y casas de propiedad griega. Ello hizo que griegos y turcos comenzaran a abandonar las aldeas pobladas mixtas (las cuales eran una minoría) en busca de seguridad, siendo el comienzo efectivo de la segregación de las dos comunidades. 
La crisis llegó a su pico el 12 de junio de 1958, cuando ocho grecochipriotas, de un grupo de treinta y cinco, fueron masacrados cerca de la localidad turca de Geunyeli. Estos habían sido arrestados por soldados del Royal Horse Guards por sospechas de preparación de un ataque al barrio turco de Skylloura. Su muerte se produjo en un sospechoso ataque de turcochipriotas después de que fueran liberados y tuvieran que volver caminando a su villa de Kondemnos.

#### Fin de la campaña de la EOKA
La EOKA puso fin a las hostilidades militares contra el gobierno del colonial británico el 13 de marzo de 1959 como consecuencia de las negociaciones en favor de la independencia. Unas 600 personas murieron durante el conflicto, incluidos 126 soldados y 26 civiles británicos.
La campaña de la EOKA obligó al colonialismo británico a poner fin a los enfrentamientos y discutir el futuro de Chipre con su pueblo. Ocho meses después, concretamente el 18 de octubre de 1959, el barco turco Deniz fue sorprendido transfiriendo armas y municiones a los turcochipriotas en la isla. Según testimonios de altos oficiales del TMT, cinco mil turcochipriotas que anteriormente habían sido entrenados en Turquía recibieron armas en secreto en diferentes ocasiones antes de que el barco fuera capturado. El TMT no se disolvió sino que recibió armas.

## La República de Chipre

### Acuerdos para una Chipre independiente
Mientras los turcochipriotas comenzaron a mirar hacia Turquía en búsqueda de protección, pronto se hizo evidente para los grecochipriotas que la Enosis era extremadamente improbable. El líder de la comunidad griega de la isla, el Arzobispo Makarios III estableció entonces como su objetivo, la independencia de la isla.Por su lado, Gran Bretaña decidió resolver la disputa mediante la creación de un estado independiente. Representantes de los gobiernos de Grecia, Turquía y el Reino Unido mantuvieron negociaciones en París. el 18 de diciembre de 1958 y del 18 al 20 de enero de 1959.Estos discutieron por primera vez el concepto de una Chipre independiente, es decir, ni Enosis ni Taksim.
El 11 de febrero de 1959, todas las partes involucradas firmaron el Acuerdo de Zurich: Gran Bretaña, Turquía, Grecia, y los líderes grecochipriota y turcochipriota, el arzobispo Makarios y el Dr. Fazıl Küçük respectivamente. El Acuerdo produjo un marco constitucional bicomunal para una Chipre independiente que reconocía la igualdad de las dos "comunidades" en muchos asuntos importantes y un alto grado de separación política y cultural.El presidente sería un grecochipriota y un turcochipriota con igual poder de veto. La contribución a la función pública se fijaría en una proporción de 70/30 y la Corte Suprema consistiría en un número igual de jueces de ambas comunidades más un juez independiente que no fuera griego, turco ni británico.
El 4 de diciembre de 1959, el gobernador británico levantó el estado de excepción. El arzobispo Markarios fue elegido presidente y Fazıl Küçük lo fue como vicepresidente de la República de Chipre el 13 de diciembre de 1959.
El Acuerdo de Zurich se complementaba con una serie de tratados:
- El  Tratado de Garantía (Nicosia, 16 de agosto de 1960) entre la República de Chipre por una parte y Grecia, Turquía y el Reino Unido de Gran Bretaña e Irlanda del Norte. Afirmaba que la secesión o la unión con cualquier estado estaba prohibida y que a Grecia, Turquía y Gran Bretaña se le daría estatus de garantes para intervenir si ello se violara. [28]
- El  Tratado de Alianza (Nicosia, 16 de agosto de 1960) entre la República de Chipre, Grecia y Turquía. Por el mismo, los firmantes se comprometen a resistir cualquier ataque o agresión, directa o indirecta, dirigida contra la independencia o la integridad territorial de la República de Chipre. Consecuentemente, se  permitió que dos pequeños contingentes militares griego y turco se estacionaran en la isla, [29]
- El Tratado de Establecimiento (Nicosia, 16 de agosto de 1960) entre la República de Chipre por una parte y Grecia, Turquía y el Reino Unido de Gran Bretaña e Irlanda del Norte, por otra). Se acordó que el territorio de la República de Chipre comprenderá la isla de Chipre, junto con las islas situadas frente a su costa, con excepción de las dos zonas definidas en el presente tratado, áreas que permanecerán bajo la soberanía del Reino Unido. En este tratado y sus anexos se hace referencia a estas áreas como Área de Base Soberana de Akrotiri y Área de Base Soberana de Dhekelia. Asimismo, se incluyó una serie de terrenos retenidos en los cuales Gran Bretaña continuaría utilizando sin restricción ni interferencia (como ser un sector de Troodos, Monte Olympus y el aeropuerto de Nicosia).[30]

El 16 de agosto de 1960, fue proclamada la República de Chipre.
La nueva Constitución causó insatisfacción a los grecochipriotas pues sentían que era muy injusta para ellos por razones históricas, demográficas y contributivas. Mientras que el 80% de la isla eran grecochipriotas que los hacían la gran mayoría y la habían habitado durante miles de años, además de contribuir al 94% por ciento de los impuestos, la nueva Constitución fue dando el 17% de los turcochipriotas, con una contribución del 6% en impuestos, el 30% de los puestos en el gobierno y el 40% de los puestos de trabajo de seguridad nacional.

### Propuestas de enmiendas constitucionales
En tres años, las tensiones entre las dos comunidades comenzaron a aflorar en asuntos administrativos. En disputas particulares sobre la separación de municipios y pago de tributos por separado creó un estancamiento en el gobierno. El Tribunal Constitucional dictaminó en 1963 que Makarios había fallado en cumplimentar el artículo 173 de la Constitución la cual determinaba el establecimiento de municipios separados para los turcochipriotas. Posteriormente, Makarios declaró la intención de ignorar el veredicto, resultando en la renuncia de un juez de Alemania Occidental.
El Presidente hizo una propuesta de trece modificaciones de la Constitución, las cuales, de acuerdo al historiador Keith Kyle tenían el efectos de resolver mayormente los asuntos a favor de los grecochipriotas. Según las propuestas, el presidente y el vicepresidente perdería su derecho de veto, los municipios separados tal como eran pretendidos por los turcochipriotas serían dejados de lado, la necesidad de mayorías separadas por ambas comunidades en la aprobación de leyes se descartan y se establecerían la contribución de la función pública en proporciones reales de población (82/18) en lugar de la cifra ligeramente superior para los turcochipriotas.
Las tratativas fueron hechas públicas el 30 de noviembre de 1963. Las trece modificaciones hacían perder el equilibrio político, en favor de los grecochipriotas, que se había buscado con la firma de la carta magna.

## Reaparición de la violencia Intercomunal

### Años 1963-64

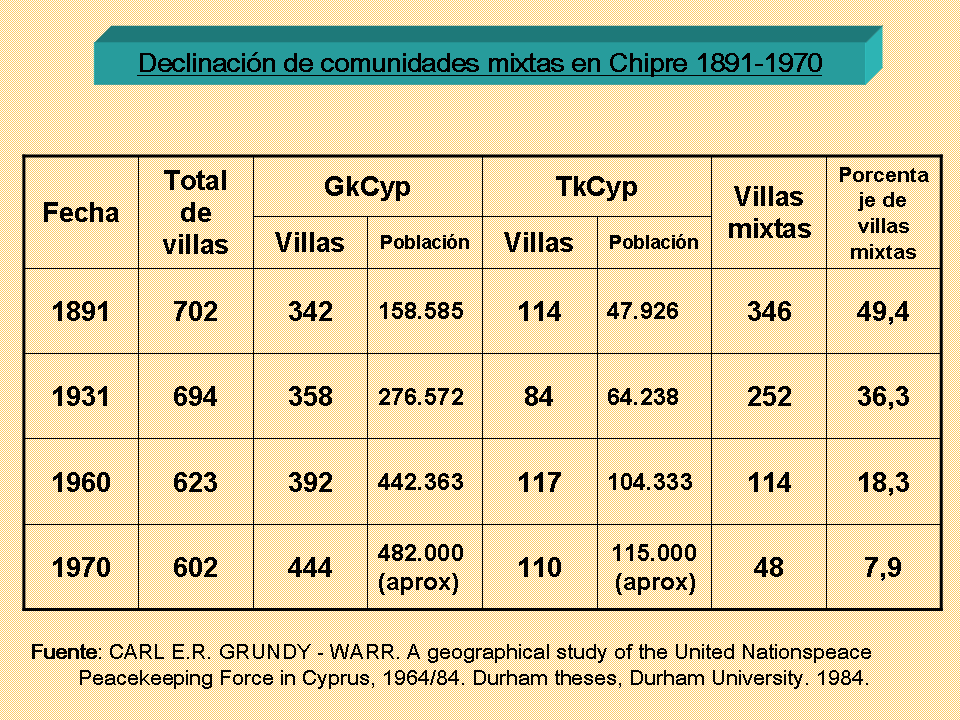
Evolución de los pueblos mixtos en Chipre entre 1891 y 1970.

Como consecuencia del descontento producido en los turcochipriotas por el intento inconsulto del Presidente constitucional Makarios de modificar la constitución de 1960, se generó un abierto enfrentamiento intercomunal a fin de 1963.

Conocido como la Navidad Sangrienta, el choque armado comenzó el 21 de diciembre de 1963.El periódico local Cyprus Mail reportó que los hechos se  iniciaron en la madrugada cuando una patrulla policial, sobre el límite de los barrios turco y greco chipriotas de la parte antigua de la ciudad de Nicosia, solicitó documentación a turcochipriotas que rechazaron mostrarla. Ello provocó que una muchedumbre de unos 150 connacionales se agruparan en el lugar y al poco tiempo se iniciara un tiroteo y la violencia se generalizara rápidamente. Como consecuencia, el presidente Makarios ordenó el despliegue policial buscando evitar que los hechos escalen y se reunió con el vicepresidente y líder turcochipriota Fazıl Küçük para llamar a la calma. La convocatoria de ambos líderes fue infructuosa ya que los incidentes se propagaron al resto de la isla.En la tarde del 24 de diciembre de 1963, el contingente militar turco, estacionado en la isla en virtud del Tratado de Alianza (KTKA - 650 miembros), tomó posiciones en las afueras del norte de Nicosia, zona donde se estaban produciendo disturbios, y cortó la ruta a Kyrenia. El 25 de diciembre, el Gobierno de Chipre denunció sobrevuelos de la Fuerza Aérea Turca. Durante los días siguientes hubo informes persistentes de concentraciones militares a lo largo de la costa meridional de Turquía y de movimientos navales turcos frente a esa costa.

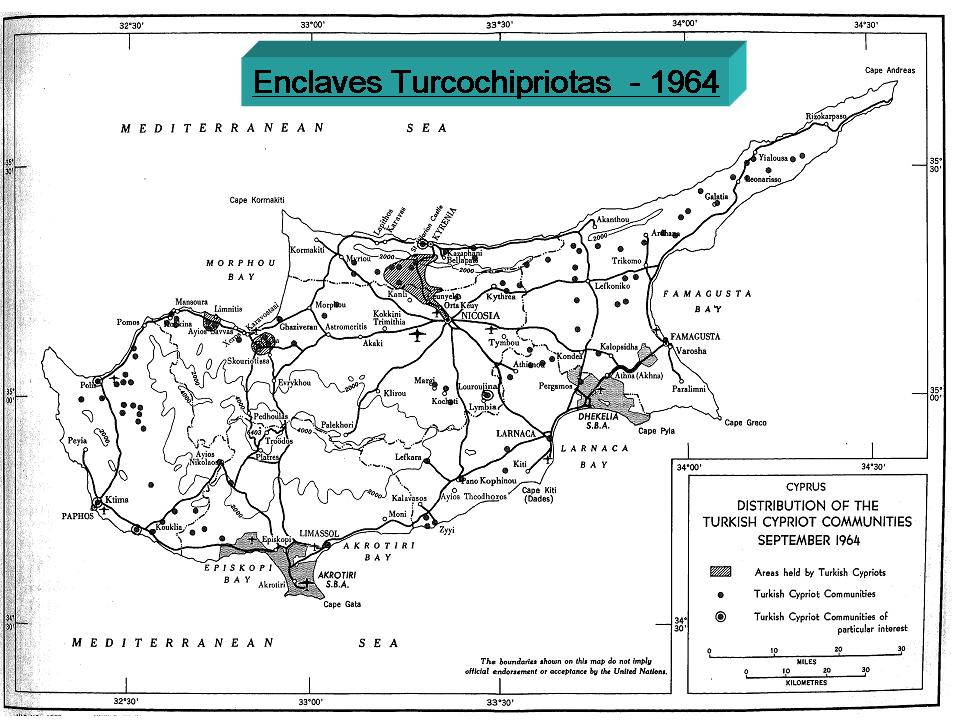
Enclaves turcochipriotas en 1964

Los movimientos de refugiados, que se venían produciendo desde la década del 30, se aceleraron en enero de 1964, después de que el Gobierno de Chipre levantara los bloqueos de rutas.Debido a esa migración de personas, la minoría turca fue la más perjudicada ya que se debió refugiar en enclaves, muchos en condiciones de miseria, protegidos por las fuerzas turcas en la isla (KTKA / TOURDYK) o por la organización turcochipriota TMT. En total, se establecieron 39 enclaves de diferentes tamaños.
Ante el estallido de la violencia del 24 de diciembre de 1963, los Gobiernos del Reino Unido, Grecia y Turquía ofrecieron sus buenos oficios conjuntos al Gobierno de Chipre. El 25 de diciembre, informaron a ese gobierno de su disposición a ayudar  a restablecer la paz y el orden mediante una fuerza conjunta (Joint Truce Force - JTF) de pacificación bajo mando británico, compuesta por tropas de los tres gobiernos que ya estaban estacionadas en Chipre en virtud de los Tratados de Alianza y Establecimiento. Habiendo aceptado esta oferta el gobierno de la isla, la fuerza conjunta se constituyó el 26 de diciembre, se acordó un alto el fuego el 29 de diciembre y el 30 de diciembre se acordó crear una zona neutral a lo largo de la línea de alto el fuego ("línea verde") entre las áreas ocupadas por las dos comunidades de Nicosia.

### Fuerza de Paz de las Naciones Unidas

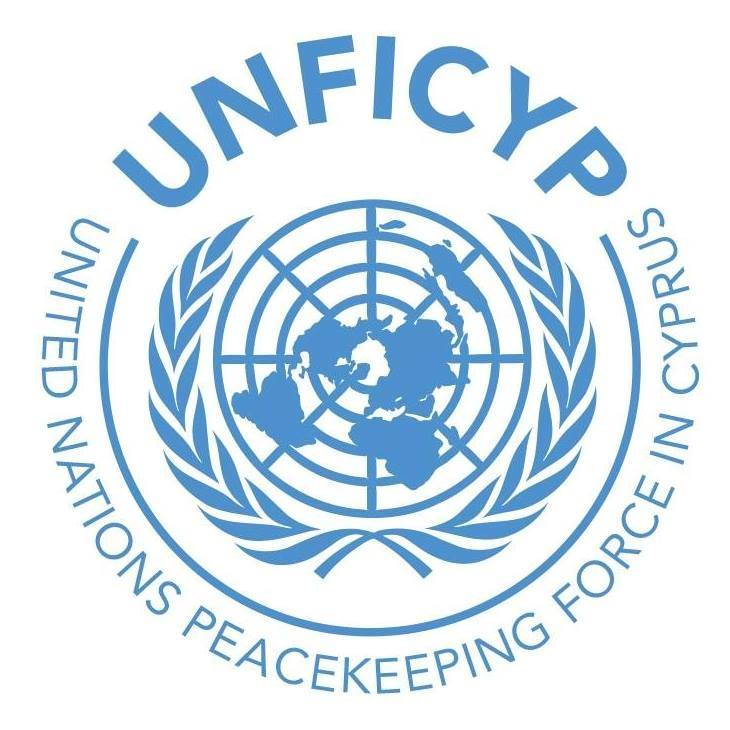
Emblema de United Nations Peacekeeping Force in Cyprus (UNFICYP)

Ante la continuidad de la violencia, el 15 de febrero de 1964, los representantes del Reino Unido y de Chipre solicitaron una acción urgente por parte del Consejo de Seguridad de las Naciones Unidas. El 4 de marzo, el Consejo de Seguridad adoptó por unanimidad la Resolución 186 (1964), en la que señaló que la situación en Chipre probablemente empeoraría, amenazaría la paz y la seguridad internacionales y recomendó la creación de una Fuerza de las Naciones Unidas para el Mantenimiento de la Paz en Chipre (UNFICYP) con el consentimiento del gobierno de Chipre.
Turquía, que ante los hechos de diciembre de 1963, había preparado su flota y sus aviones de combate habían sobrevolado Nicosia, fue disuadida de su participación directa con la creación de la Fuerza de Paz. A pesar del alto el fuego negociado en la capital de la isla, los ataques a los turcochipriotas persistieron, particularmente en Limassol. 
El 27 de marzo de 1964 se desplegó UNFICYP y se disolvió la JTF. La fuerza de paz fue conformada por 6.411 efectivos militares (máxima dotación en junio de 1964) y unos 175 agentes de policía civil.

### Enfrentamiento de Kokkina

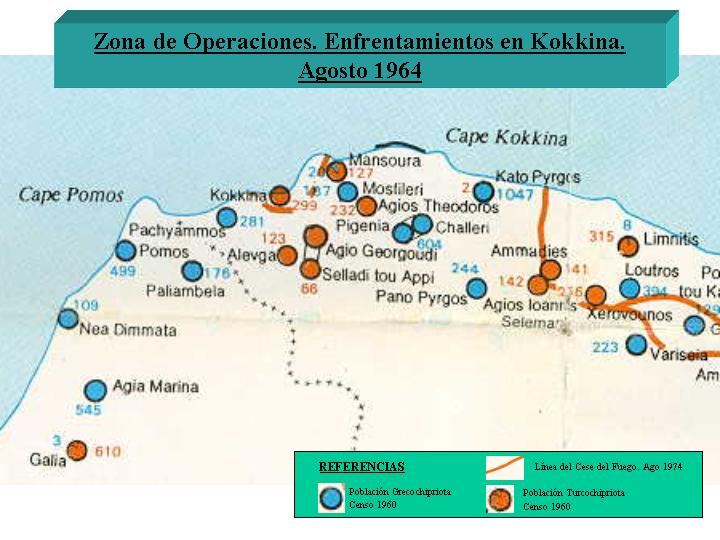
Composición étnica de las localidades próximas a Kokkina - 1960.

Como producto de la violencia se conformó uno de los tantos enclaves turcochipriotas de la isla en los alrededores de Kokkina - Mansoura. En 1963, abarcaba las pequeñas localidades de Kokkina, Mansoura, Alevga, Sellain T'api, y Agios Theodoros. Kokkina había sido fundamental para el suministro clandestino de armas al TMT de Turquía desde 1958.
Debido a los hechos violentos en Nicosia de diciembre de 1963, estudiantes turcochipriotas de Turquía y de Gran Bretaña se ofrecieron en Anatolia como voluntarios para defender a su comunidad en la isla. Luego de un breve entrenamiento militar, se los ingresó al enclave en forma clandestina. Entre marzo y agosto arribaron unos 600 jóvenes en pequeños grupos.
En junio de 1964, la Cámara de Representantes, integrada únicamente por los miembros grecochipriotas, aprobó un proyecto de ley por el que se creaba la Guardia Nacional con conscriptos de esa nacionalidad. Invitado por Makarios, el general Georgios Grivas regresó a Chipre en junio para asumir el mando de la Guardia Nacional. Además de enfrentar la violencia intercomunal, el objetivo de la nueva ley era frenar la proliferación de bandas irregulares grecochipriotas y ponerlas bajo control. Mientras tanto, los turcos y los turcochipriotas denunciaban que se estaban infiltrando clandestinamente en la isla grandes cantidades de tropas regulares griegas para dar profesionalidad a la Guardia Nacional.
Entre el 6 y 9 de agosto, la Guardia Nacional a órdenes de Grivas atacó las posiciones turcochipriotas del enclave de Kokkina con una fuerza de unos 2.000 hombres y algunos blindados. Frente a ellos había unos 500/600 turcochipriotas armados con armas portátiles y algunos morteros bajo el liderazgo del TMT. 
El 10, las partes acordaron un cese al fuego ante ataques de la FAT y un llamamiento de Consejo de Seguridad.  Como consecuencia, los grecochipriotas sufrieron 53 muertos y 125 heridos y su contraparte, 10 muertos, 4 desaparecidos y 32 heridos.

Pierre Oberling describió que, según fuentes oficiales, la crisis de 1963-1964 tuvo como resultado la muerte de 364 turcochipriotas y 174 grecochipriotas. Asimismo, provocó la separación de hecho del las autoridades turcochipriotas electas de los puestos estatales y de los servicios públicos  En julio de 1965, cuando los representantes intentaron volver a la Cámara, fueron impedidos si no accedían a la reforma constitucional.

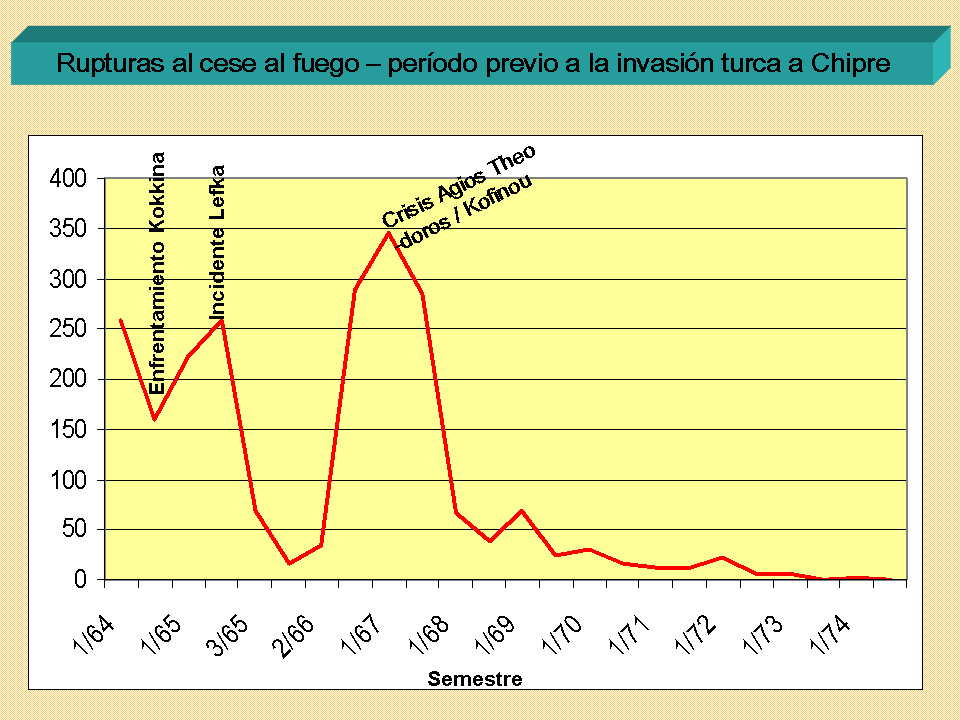
Rupturas del cese-el-fuego en Chipre desde 1964

### Crisis del año 1967
La situación empeoró en 1967 cuando una Junta Militar derrocó al gobierno democráticamente elegido de Grecia, se inició el período conocido como la Dictadura de los Coroneles (1967/74). Las nuevas autoridades comenzaron a aplicar presión sobre Makarios para lograr la Enosis. El Presidente, que no deseaba formar parte de una dictadura militar, comenzó a alejarse de su posición que daría lugar a la invasión turca de 1974. Esto provocó tensiones con la junta de Grecia, así como en Chipre con Georgios Grivas. 
El control de Grivas sobre la Guardia Nacional y el contingente griego fue visto como una amenaza para la posición de Makarios que ahora temía un posible golpe de Estado. Grivas escaló el conflicto cuando sus unidades armadas que patrullan los enclaves turcochipriotas de Ayios Theodhoros y Kophinou y se trabaron en intensos combates en el lugar el 15 de noviembre con el saldo de veintiséis turcochipriotas muertos.
Turquía respondió con un ultimátum demandando que Grivas sea sacado de la isla, que las tropas ingresadas ilegalmente de Grecia excediendo los límites del Tratado de Alianza, regresen y que los bloqueos económicos sobre los enclaves turcochipriotas sean levantados.
Grivas renunció. Grecia comenzó la retirada de sus tropas de Chipre el 8 de diciembre de 1967. El presidente Makarios fue reelegido para un segundo mandato el 25 de febrero de 1968. 

### Creación de la Administración Provisional Turcochipriota
El 29 de diciembre de 1967, los medios de comunicación social informaron que las autoridades turcochipriotas habían acordado la noche anterior la creación de una Administración Provisional Turcochipriota hasta que lo establecido en la constitución de 1960 sea respetado. Ese mismo día el hecho fue declarado por Makarios como fuera de la ley. El gobierno griego expresó que era contrario a las últimas resoluciones de Naciones Unidas. Küçük se comunicó con el representante Especial de Naciones Unidas alegando que la estructura creada por los hechos de diciembre de 1963 era ineficiente y que necesitaba ser operada y que la misma no estaba en contra de la constitución de 1960.
El Consejo Ejecutivo de la Administración Provisional Turca quedó establecido como sigue:
- Presidente: Dr Fazıl Küçük.

- Vicepresidente: Rauf Denktash.

### Evolución de los hechos y golpe de Estado grecochipriota
Al asumir Makarios su segundo mandato en 1968, manifestó su búsqueda de vivir pacíficamente en un estado unitario donde todos los ciudadanos gozaran de los mismos derechos. De esta manera, reconocía que la "Enosis" entonces era casi imposible. Algunos chipriotas se opusieron a la postura conciliadora  y en 1970 se produjo un intento fallido de asesinarlo.
A mediados de 1968 comenzaron en Beirut conversaciones intercomunitarias bajo los auspicios de la ONU. Glafkos Clirides, presidente de la Cámara de Representantes, y Rauf Denktas participaron en las primeras etapas de estas conversaciones, que duraron hasta 1974. Aunque se llegó a muchos puntos de acuerdo, no se alcanzó ningún acuerdo duradero. Las propuestas turcochipriotas enfatizaban la importancia del gobierno local de cada comunidad étnica a expensas del gobierno central, mientras que los equipos negociadores grecochipriotas enfatizaban el predominio de las autoridades centrales sobre la administración local.
Después de 1967, las tensiones entre comunidades decayeron. En cambio, la principal fuente de tensión en la isla provino de facciones dentro de la propia comunidad grecochipriota. Aunque Makarios había abandonado efectivamente la Enosis en favor de una «solución alcanzable», muchos otros continuaron creyendo que la única aspiración política legítima para los grecochipriotas era la unión con Grecia.
A principios de la década de 1970, Chipre era de hecho un país dividido. Makarios era el presidente de la república, pero su autoridad no se extendía a los enclaves turcos. La Cámara de Representantes funcionaba como legislatura, pero sólo los treinta y cinco escaños grecochipriotas funcionaban como parte de un gobierno central. En los hechos, la partición buscada durante años por turcos y turcochipriotas existía, pero los conflictos intercomunitarios no habían terminado.
En el verano de 1971, la tensión aumentó entre las dos comunidades. En algún momento a finales del verano o principios del otoño, Grivas (que había atacado a Makarios como traidor en un periódico de Atenas) regresó en secreto a la isla y comenzó a reconstruir su organización guerrillera, que se conoció como la Organización Nacional de Combatientes Chipriotas (Ethniki Organosis Kyprion Agonistan B - EOKA B). También se establecieron al mismo tiempo tres nuevos periódicos que abogaban por la Enosis. Todas estas actividades fueron financiadas por la junta militar que controlaba Grecia. Grivas, desde su escondite, dirigió ataques terroristas y ataques propagandísticos que sacudieron al gobierno de Makarios, pero el presidente siguió siendo un líder poderoso y popular.
La Junta Militar de Atenas consideró a Makarios como un obstáculo, y giró fondos a Grivas para llevar a cabo una serie de ataques y financiar una campaña de propaganda en favor de la Unión. El fracaso del Presidente en disolver la Guardia Nacional, entre cuya oficialidad predominaban los griegos continentales, significaba que la Junta tenía el control práctico sobre la elite militar chipriota, dejando al presidente Makarios aislado y un blanco vulnerable.
En ese contexto, un golpe de Estado se produjo el 15 de julio de 1974 que obligó a Makarios a huir del país. Nicos Sampson asumió la presidencia el día 16. Unas 300 personas murieron durante la rebelión militar. El primer ministro de Turquía, Bulent Ecevit, condenó la rebelión militar y movilizó tropas a partir del 16 de julio de 1974. 

## Invasión turca a Chipre de 1974

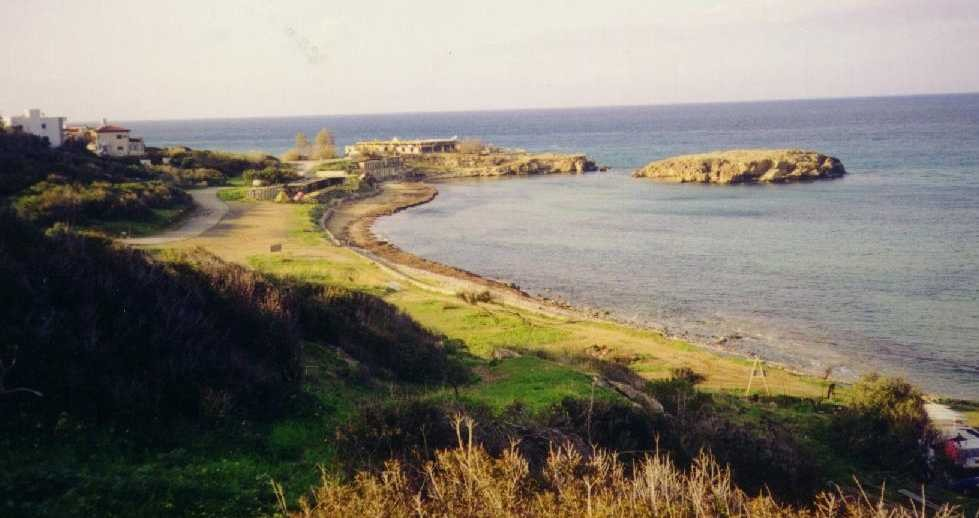
Bahía de Pentamilli al oeste de Kyrenia. Lugar donde se produjo el desembarco turco el 20 de julio de 1974.

La situación detonó ante el Golpe de Estado contra el gobierno de Makarios. Turquía, citando el Tratado de Garantías de 1960 como respaldo legal, vio peligrar la situación de la comunidad turcochipriota al igual que la independencia de la isla y tomó la decisión de invadir la isla.
El 20 de julio, las Fuerzas Armadas de Turquía lanzaron la  invasión de Chipre. La denominada Operación Atila, fue una intervención militar en el norte de la República de Chipre, empleando unos 40.000 soldados y realizada en dos etapas, las cuales condujeron a la ocupación militar del 38% del territorio de la isla de Chipre el 16 de agosto.
El Consejo de Seguridad de las Naciones Unidas pidió un alto el fuego, y las partes acordaron un alto el fuego el 16 de agosto de 1974. Chipre quedó dividido en un sector turcochipriota y un sector grecochipriota. Unas 250.000 personas fueron desplazadas durante el conflicto.

## Hechos posteriores

### Alto el fuego ystatu quomilitar

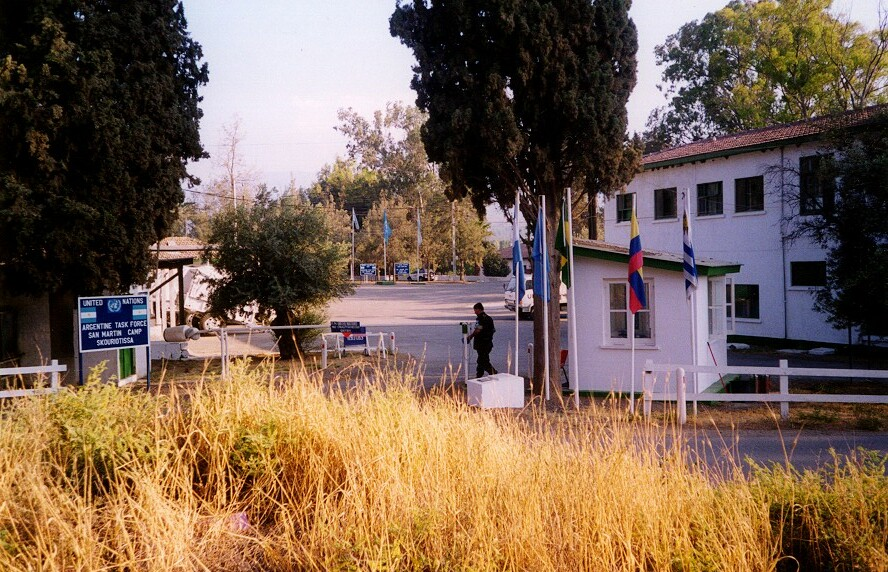
Ingreso Campo Skouriotissa - Contingente argentino en UNFICYP

Como respuesta a las hostilidades de julio y agosto de 1974, el Consejo de Seguridad adoptó una serie de resoluciones que han afectado al funcionamiento de la UNFICYP y han hecho necesario que la Fuerza realizase una serie de funciones adicionales relacionadas, en particular, con el mantenimiento del alto el fuego. Tras el cese de facto de la lucha, UNFICYP inspeccionó el despliegue de la Guardia Nacional de Chipre y las fuerzas turcas y turcochipriotas y se establecieron líneas de alto el fuego y una zona de amortiguación entre las áreas controladas por las partes enfrentadas.  
La ofensiva turca provocó un masivo desplazamiento de turcochipriotas hacia el norte (controlado por las fuerzas armadas turcas) y de grecochipriotas hacia el sur (bajo control gubernamental), lo que aun se mantiene. 
A Nikos Sampson lo sustituyó Gláfkos Klirídis, quien había participado activamente en las negociaciones con Turquía durante las operaciones. Cuando Makarios regresó a Chipre en diciembre de 1974, siguió como líder del país desde 1974 hasta el año 1977, cuando murió.  
En abril de 1975, el Secretario General de las Naciones Unidas estableció una misión de buenos oficios para Chipre. La Asamblea General de la ONU exigió la retirada de las fuerzas armadas extranjeras de la isla el 20 de noviembre de 1975, lo que no fue acatado por turcos.
Rauf Denktaş, líder turcochipriota y Makarios acordaron en 1977 cuatro bases para las negociaciones de paz:
- Establecimiento de una república federal independiente, no alineada y binacional
- Precisa determinación de los territorios que administraría cada comunidad
- Discusión de cuestiones tales como libertad de circulación interna, derecho de propiedad y otras cuestiones de principio en el marco de un sistema federal que reconoce iguales derechos a ambas comunidades
- Aplicación de los poderes del gobierno federal para salvaguardar la unidad de Chipre.

Las conversaciones no prosperaron por negarse Turquía a retirar sus tropas, condición indispensable para los grecochipriotas. 
A partir de 1983, la isla parte sur tuvo un período de auge económico, fruto del desarrollo del turismo, de la ayuda internacional y su conversión en un centro financiero internacional, en sustitución del de Beirut, paralizado por la guerra civil. En el lado norte de la isla, mientras tanto, se registró una fuerte inmigración de colonos turcos, que se estima en más de 40.000. Si se agrega la presencia de unos 35.000 soldados turcos y la emigración de unos 20.000 turcochipriotas, se ha producido un cambio en el perfil de la población, que, a comienzos de los años noventa, marcaba la existencia de un turco continental por cada turcochipriota.
El 15 de noviembre de 1983 se proclamó la República Turca del Norte de Chipre (RTNC), reconocida únicamente por Turquía. En mayo de 1985 se llevó a cabo un referéndum para la adopción de la Constitución de la RTNC. Un 65% de los votantes dieron su apoyo a la nueva carta magna, pero hubo un 30% de abstención entre los autorizados a sufragar. Esto fue considerado como un serio cuestionamiento a la legitimidad de ese estado. 
En 1988 se restablecieron las conversaciones que habían sido suspendidas en 1985. Los líderes políticos de ambos sectores y representantes de los 350.000 chipriotas en el exilio pidieron una "flexibilidad constructiva" de parte de los dos líderes. La comunidad griega –respaldada por su prosperidad económica y en el hecho de que eran mayoría– pretendía que la independencia fuera garantizada por Naciones Unidas. También buscaban libertad de movimiento y derecho a la propiedad en toda la isla. Por otro lado, los turcochipriotas -basados en su statu quo y en la superioridad militar turca – demandaban una federación binacional, bajo la protección de Ankara. 

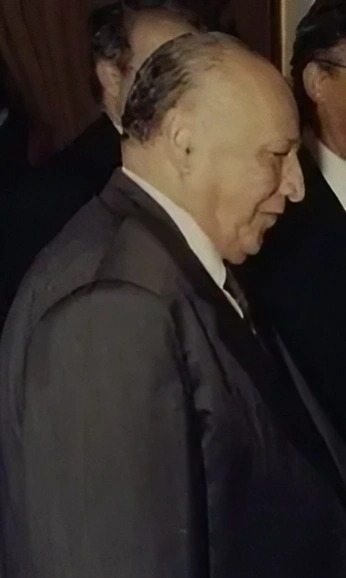
Glafcos Clerides

En 1991, Turquía propuso, con el apoyo del presidente estadounidense George H. W. Bush, una cumbre con representantes de Ankara, Atenas y ambas comunidades chipriotas. El apoyo de Washington a esta iniciativa fue considerado por Grecia y las autoridades grecochipriotas como una compensación a la ayuda brindada por Turquía durante la guerra del Golfo. 

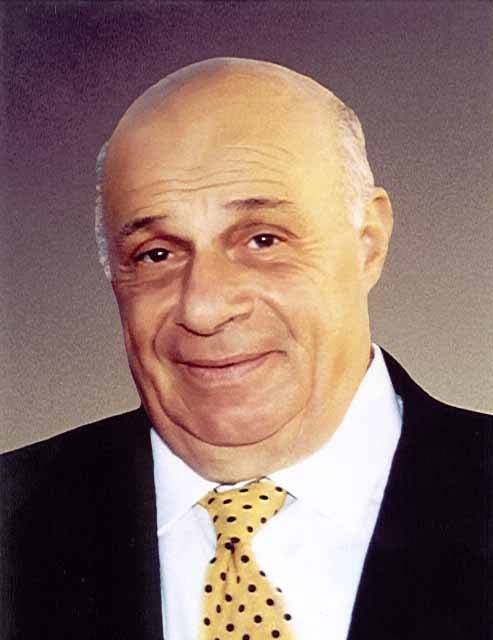
Rauf Denktash

En abril de 1992, la ONU declaró a Chipre país bicomunitario y birregional, con iguales derechos políticos para ambas comunidades.  
A fin de tratar de incorporar la isla a la Unión Europea, el líder grecochipriota, Glafcos Klirídis y el turcochipriota, Rauf Denktaş se entrevistaron repetidamente a lo largo de 1997. Estos encuentros, auspiciados por las Naciones Unidas, tenían por objeto alcanzar a mediano plazo la reunificación de la isla, previo a su ingreso en la Unión Europea. Sin embargo, conversaciones directas entre la UE y las autoridades grecochipriotas estancaron el diálogo dentro de la isla por lo que la reunificación no prosperó. La rivalidad entre Grecia y Turquía, sobre este punto, también contribuyó al entorpecimiento de las negociaciones. 
Frente a este estancamiento, la Unión Europea consideró que, de no reunificarse la isla, la parte griega del país podría ser admitida como si se tratase de un estado independiente, dejando afuera a la parte turca. Por su parte, Denktaş consideraba que la Unión Europea debía reconocer la legitimidad política de la parte turco - chipriota y admitir en la Unión a todo Chipre. 
En marzo de 1998, los ministros de Relaciones Exteriores de los 15 países miembros de la Unión Europea, después de tres días de difícil discusión, acordaron autorizar el inicio de las negociaciones para la incorporación de la parte griega de Chipre (y no de la turca) a la Unión. 
En el marco de las Naciones Unidas, se reanudaron en febrero de 2000 las negociaciones entre Klirídis y Denktaş. Las conversaciones se desarrollaron según el método de "discusiones en proximidad" que evitaban todo contacto directo entre las partes. La tercera ronda de negociaciones finalizó en agosto sin progreso alguno. En septiembre, Klirídis boicoteó el inicio de negociaciones indirectas en Nueva York en protesta por una declaración del secretario general de la ONU, Kofi Annan, en la que otorgaba igual autoridad a la RTNC que al gobierno chipriota internacionalmente reconocido. Annan modificaría su opinión, señalando que cualquier acuerdo sobre Chipre se basaría en la premisa de una soberanía única. Las posiciones entre las partes seguían irreconciliables en el tema de la futura estructura de Chipre: la parte chipriota abogaba por una federación bicomunal reunificada; la turcochipriota por una basada en igual soberanía. En noviembre, finalizada una nueva ronda en Ginebra, Denktaş amenazó con no volver a las negociaciones mientras la RTNC no obtuviera reconocimiento internacional. 
En 2001, como muestra de voluntad para superar diferencias con Grecia, Turquía levantó, con ciertas condiciones, el veto al acuerdo entre la Unión Europea (UE) y la Organización del tratado del Atlántico Norte, que bloqueaba crear una nueva estructura de defensa europea. Poco después, los líderes de Chipre mantuvieron un encuentro histórico: por primera vez en 27 años de dividido el país, Klirídis cruzó la “Línea Verde” en Nicosia, y se entrevistó con Denktaş. La inminente entrada de Chipre a la UE dio un nuevo impulso al diálogo entre greco y turcochipriotas, bajo la égida de Ankara –que condicionaba el ingreso de la RTNC a la unión, al suyo propio–, la RTNC se negó a negociar su ingreso en la UE con la República de Chipre. 
En 2002 el inmovilismo turco agotó las posibilidades de la UE que parecía decidida a aceptar, si no había acuerdo, sólo la parte sur de la isla. Sin embargo ese año, Klirídis y Denktaş recomenzaron negociaciones con mediación de la ONU, concentrados en sus aspiraciones de finalmente acceder a la UE.  
En noviembre de 2002, el Secretario General de la ONU, Kofi Annan, presentó una propuesta de paz a las partes.
En las elecciones de 2003, Tássos Papadópoulos resultó elegido, pocas semanas antes de la fecha límite de la ONU para acordar el plan futuro de las islas: la fecha pasó sin acuerdo de reunificación; Annan reconoció que su plan falló. Ese mismo año, por primera vez en tres décadas, tanto los chipriotas turcos como los griegos cruzaron la «Línea Verde» que divide el país, luego de las restricciones turcochipriotas: 17 mil personas, al efectuar el cruce, marcaron un hito histórico. 
En abril de 2004, se llevó a cabo el referéndum sobre el plan Annan de 2004 para reunificar la isla: los grecochipriotas rechazaron el plan, mientras que los turcochipriotas respaldaron el mismo.
El 1 de mayo, Chipre se unió, junto a otros nueve países, como miembro pleno a la UE. La zona norte del país (RTNC) no ingresó a la misma, pues no avanzaron las negociaciones que definirían la reunificación del país. A fines de ese mismo mes, las autoridades turco chipriotas flexibilizaron las condiciones exigidas para que los residentes grecochipriotas crucen a la zona norte del país: en lugar de exhibir sus pasaportes, los greco chipriotas cruzarían los puntos de control usando sólo sus documentos de identidad. Según las autoridades turcochipriotas, la medida mejorará el contacto entre las personas de una y otra parte del dividido país.
El 8 de marzo de 2007, las autoridades grecochipriotas derribaron, como gesto de buena voluntad, un muro que simboliza la separación de Chipre y parte en dos a Nicosia (Línea Verde), la última capital dividida del mundo. Los trabajos de derribo comenzaron sin la menor publicidad, y pudieron suponer el inicio del diálogo entre grecochipriotas y turcochipriotas para abrir el casco antiguo de Nicosia. La demolición no significaría de forma automática la apertura al libre tránsito de la vía peatonal Lidras, el corazón comercial de la ciudad. Para ello, se necesitaría desmilitarizar la zona, lo que supondría evacuar las unidades del ejército turco que patrullan al otro lado de la línea de división y limpiar de minas ese perímetro.

### Situación actual
Desde finales del año 1963, la historia de Chipre se resume en un intento de reunir nuevamente a ambas comunidades en isla habiendo sido la última gran oportunidad las negociaciones de adhesión a la Unión Europea que ha sido frustrada por el rechazo grecochipriota al referéndum sobre el plan Annan de 2004.